# Ribonucleasa
La ribonucleasa, abreujat sovint com a RNasa, és la denominació genèrica d'enzims amb activitat nucleasa que catalitza específicament la degradació dels àcids ribonucleics (ARN) en components més petits (ribonucleòsids i/o altres fragments de RNA). Les ribonucleases classifiquen en endoribonucleases i exoribonucleases, on s'inclouen diverses subclasses dins de la classe d'enzims (Nombre EC) 2.7 (per als enzims fosforolítics) i 3.1 (per als enzims hidrolítics que actuen sobre enllaços ester).

## Funció
Tots els organismes estudiats contenen diversos tipus diferents de RNases, fet que demostra que la degradació de l'RNA és un procés molt antic i important. Així com l'eliminació del RNA cel·lular que ja no és necessari, les RNases tenen un paper clau en la maduració de les molècules d'ARN, tant ARN missatger que porten la informació genètica traduïda per fer les proteïnes, i RNA no codificant que funcionen en diversos processos cel·lulars. A més, la degradació activa del RNA són els primers sistemes de defensa contra els virus d'ARN, i proporcionar la maquinària per a desenvolupar les estratègies d'immunitat cel·lular, com ara la RNAi.
Algunes cèl·lules secreten quantitats copioses de RNases inespecífiques com ara la RNasa A i la RNasa T1. Les RNases són, per tant, molt comunes, cosa que resulta en una vida molt curta per a qualsevol molècula de RNA que no estigui en protegida de la seva activitat. Cal assenyalar que tots els RNAs intracel·lulars estan protegits de l'activitat RNasa per una sèrie d'estratègies que inclouen protecció de l'extrem 5 ', poliadeninació a l'extrem 3', i el plegament dins d'un complex proteïnes i ARN (partícula de ribonucleoproteïna o RNP).
Un altre mecanisme de protecció són els inhibidors de ribonucleasa (IR), que inclouen una fracció relativament important de proteïnes cel·lulars (~ 0,1%) en alguns tipus de cèl·lules, i que s'uneix a determinades ribonucleases amb la major afinitat de qualsevol interacció proteïna-proteïna, la constant de dissociació del complex IR-RNasa és ~ 20 fM en condicions fisiològiques. Els IR s'usen a molts laboratoris que estudien el RNA per protegir les mostres contra la degradació de les RNases ambientals.
Com passa amb els enzims de restricció, que s'uneixen a seqüències específiques d'ADN bicatenari, recentment s'ha classificat un tipus d'endoribonucleases que reconeixen i s'uneixen a seqüències específiques de RNA de cadena simple.
Les RNases exerceixen un paper crític en molts processos biològics, incloent l'angiogènesi i l'auto-incompatibilitat en la pol·linització de les angiospermes.
A més, en RNases sistemes toxina-antitoxina procariotes es proposen per funcionar com loci, plàsmid estabilitat del i com a elements de resposta a l'estrès quan presents en el cromosoma bacterià.

## Classificació

### Principals tipus d'endoribonucleases

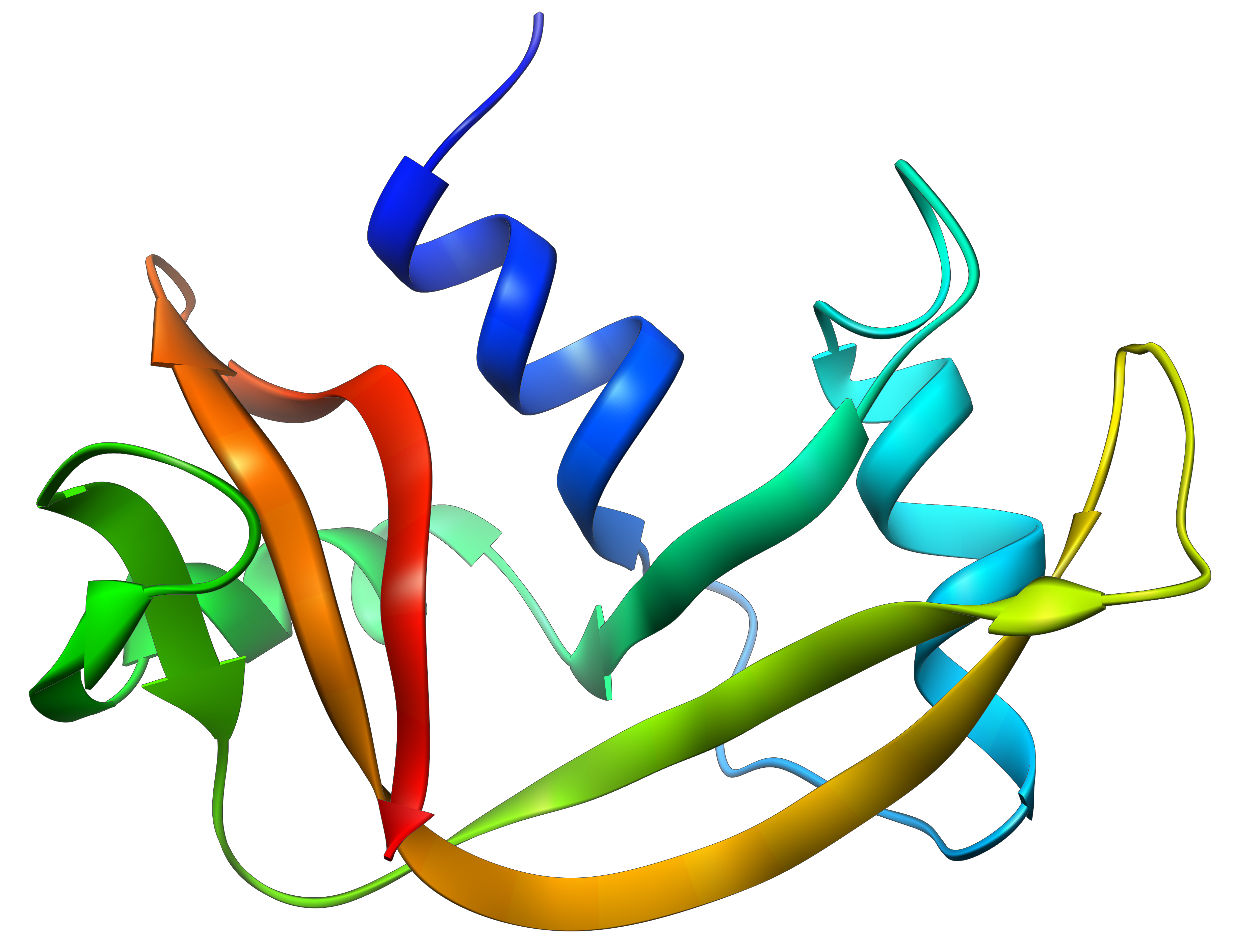
Model de l'estructura de la RNasa A.

- EC 3.1.27.5: La RNasa A és una RNasa que s'utilitza comunament en la investigació. La RNasa A (per exemple, la ribonucleasa pancreàtica bovina: PDB 2AAS) és un dels enzims d'ús comú al laboratori més resistents. Un mètode d'aïllament es realitza bullint un extracte cel·lular cru fins que tots els enzims RNasa A són desnaturalitzats. És seqüència específica per a RNAs de cadena simple. S'uneix a residus de citosina i uracil desaparellats en l'extrem 3', alliberant un producte fosforilat en 3', a través d'un 2',3' monofosfat cíclic.

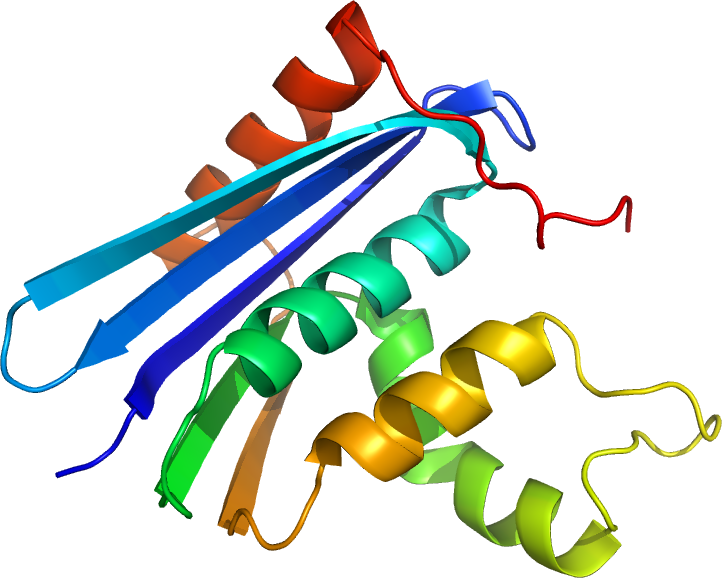
Model d'estructura de la ribonucleasa H.

- EC 3.1.26.4: La RNasa H és una ribonucleasa que s'uneix a l'ARN en un dúplex DNA-RNA per produir un ssDNA. La RNasa H és una endonucleasa i catalitza l'alliberament de RNA per via hidrolítica, ajudat per un enzim d'ió metàl·lic divalent. La RNasa H allibera un producte fosforilat en 5'.
- Número CE 3.1.??: La RNasa I s'uneix a l'extrem 3' d'ARNss de tots els enllaços dinucleòtid que deixen un extrem hidroxil 5' i un fosfat 3' lliures, a través d'un intermediari 2'-3' monofosfat ciclic.
- EC 3.1.26.3: La RNasa III és un tipus de ribonucleasa que s'uneix a rRNA (16S rRNA i 23S rRNA) de RNA policistrònic transcrit operó en procariotes. També digereix ARN de cadena doble com una RNasa de la família (dsRNS)-Dicer RNAs, tallant pre-miRNA, de 60-70 pb de llargària, en un lloc específic i en la seva transformació en miRNA (22-30bp), participant activament en la regulació de la transcripció i del cicle de vida útil de l'ARNm.
- Nombre EC 3.1.??: La RNasa L és una nucleasa induïda per interferó que, un cop activada, destrueix tots els ARN dins de la cèl·lula.

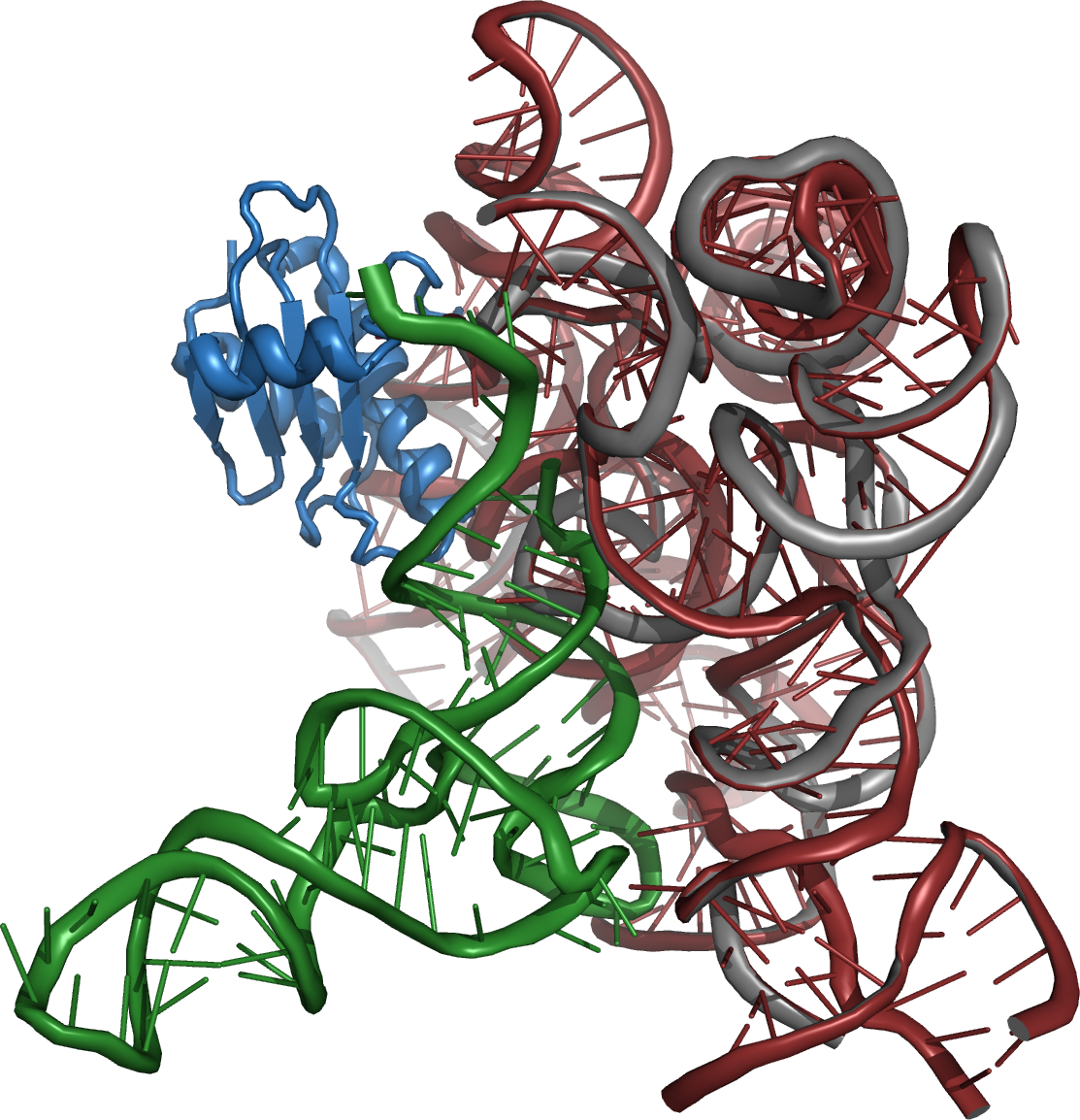
Estructura del plegament de la ribonucleasa P.

- EC 3.1.26.5: La RNasa P és l'únic tipus de ribonucleasa que és un ribozim, un àcid ribonucleic que actua com a catalitzador de la mateixa manera que un enzim proteic. La seva funció és la de trencar una seqüència extra, o precursor, de les molècules de tRNA. La RNasa P conjuntament amb el ribosoma és un dels dos únics ribozims trobats a la natura. Recentment s'ha descobert una forma de RNasa P que és una proteïna i no conté RNA.[2]
- EC number 3.1.??: La RNasa PhyM és seqüència específica per a RNAs de cadena simple. S'uneix a residus d'adenina (A) i uracil desaparellats a l'extrem 3'.
- EC 3.1.27.3: La RNasa T1 és seqüència específica per a RNAs monocadena. S'uneix a residus de guanina desaparellats als extrems 3'.
- EC 3.1.27.1: La RNasa T2 és seqüència específica per a RNAs monocadena. S'uneix als 4 tipus de residus de l'ARN (A, G, U, C) a l'extrem 3', però amb major afinitat per als extrems 3' compostos d'A.
- EC 3.1.27.4: La RNasa U2 és seqüència específica per a RNAs de cadena simple. S'uneix a adenina desaparellades als extrems 3'.
- EC 3.1.27.8: La RNasa V1 no és seqüència específica per RNAs bicatenaris. S'uneix residus de nucleòtids aparellats.
- EC 3.1.27.8: RNasa V.

### Principals tipus de exoribonucleases
- EC 2.7.7.8 : La polinucleòtid fosforilasa (PNPasa) funciona com a exonucleasa així com a nucleotidiltransferasa.
- EC 2.7.7.56 : La RNasa PH funciona com a exonucleasa així com un nucleotidiltransferasa.
- EC 3.1.??: La RNasa II és responsable del processament 3'-5' per a la degradació de RNA de cadena simple.
- EC 3.1.??: La RNasa R és una homòloga propera de la RNasa II, però, al contrari que la RNasa II, pot degradar l'ARN amb estructures secundàries sense l'ajuda de factors accessoris.
- EC 3.1.13.5 : La RNasa D participa en el tractament de pre-tRNAs 3'-5'.
- EC 3.1.??: La RNasa T és el principal contribuent de la maduració 3'-5' de diversos ARNs estables.
- EC 3.1.13.3 : L'oligoribonucleasa degrada oligonucleòtids curts a nucleòtids.
- EC 3.1.11.1: L'exoribonucleasa I només existeix en eucariotes, degrada només ARN monocatenari en sentit 5'-3'.
- EC 3.1.13.1: L'exoribonucleasa II presenta una forta homologia amb l'exoribonucleasa I.